# Tegh
Tegh (en Armenio: Տեղ) es una localidad del raión de Goris, en la provincia de Syunik, Armenia, con una población censada en octubre de 2011 de 2443 habitantes. 
Se encuentra ubicada en el centro-este de la provincia, a poca distancia del río Vorotán —afluente del río Aras, el cual, a su vez, lo es del Kurá— y de la frontera con Azerbaiyán.
De importancia en el pueblo son las docenas de cuevas visibles presentes cerca de Tegh. El pueblo está cubierto por una capa de piedra blanda de roca porosa, repleta de hileras de cuevas que alguna vez fueron utilizadas como habitación humana y ahora utilizadas principalmente para animales. También hay algunos muy grandes que dan a la autopista M12. Filas de ellos son visibles desde la carretera mientras se conduce hacia el este.
Las zonas circundantes de la aldea están actualmente ocupadas por Azerbaiyán a partir del 31 de marzo de 2022.

## Demografía

### Población
El Comité de Estadística de Armenia informó que su población era de 2.520 en 2010, frente a 2.333 en el censo de 2001.

## Galería

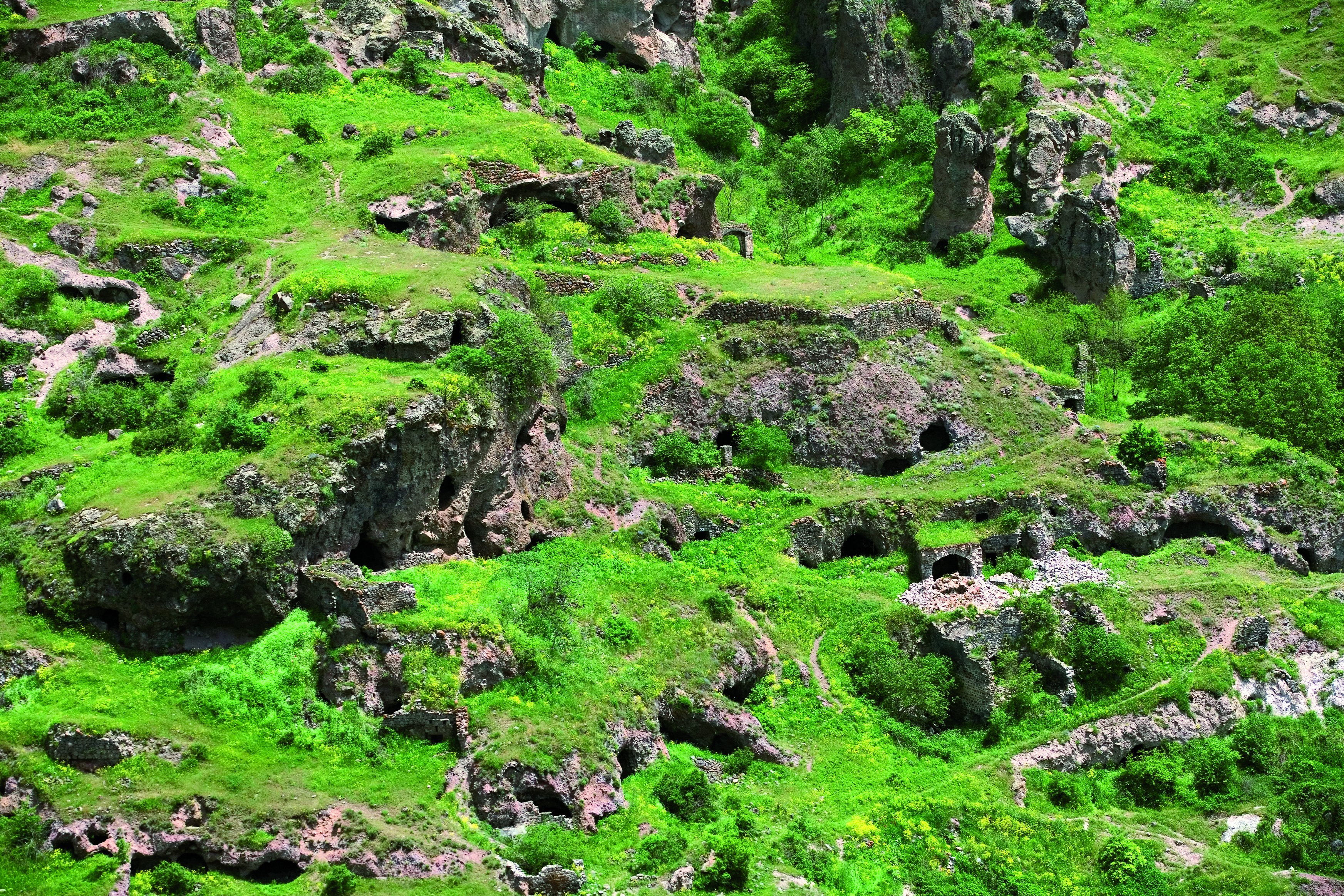
"Ciudad Cueva" en Tegh
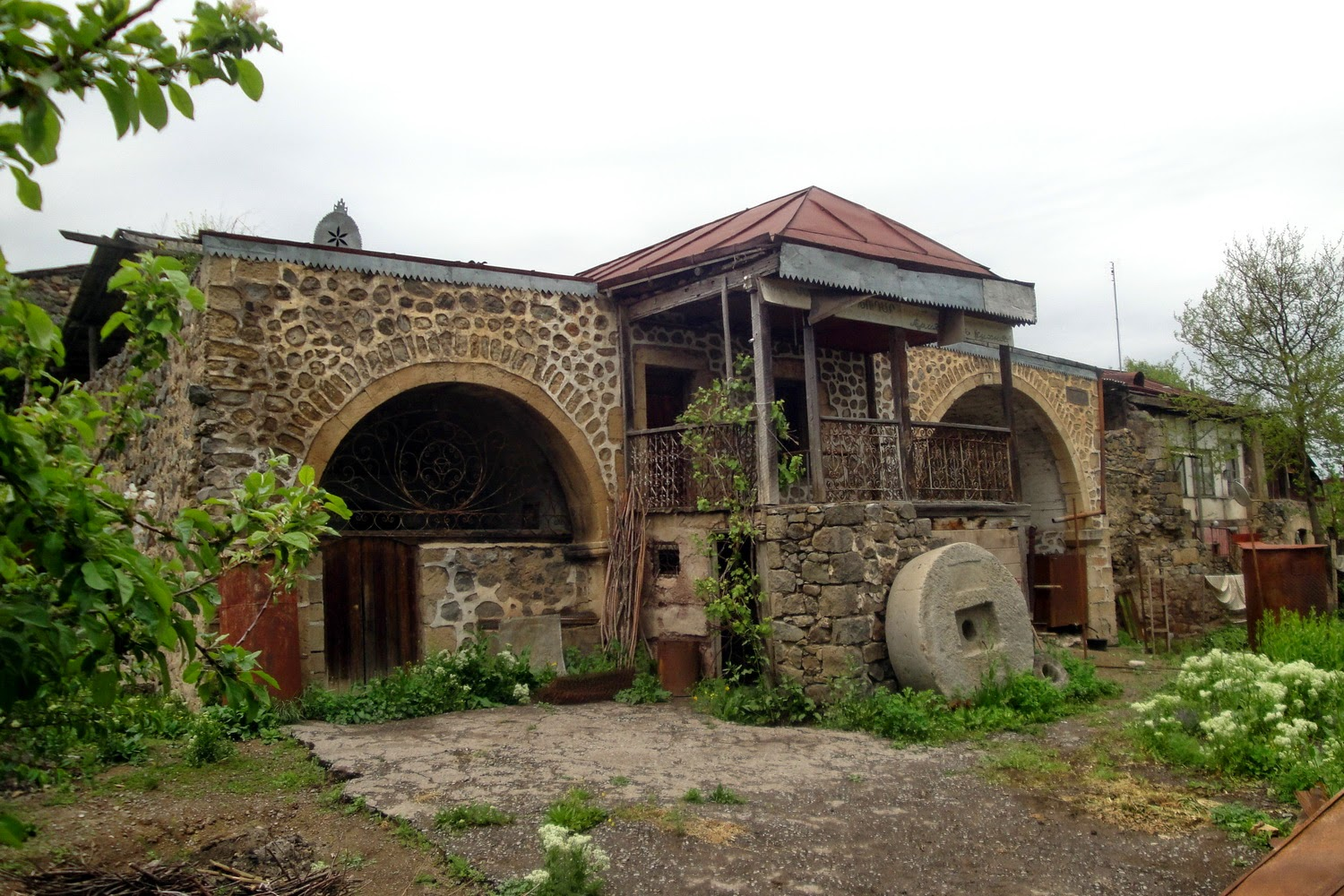
Complejos Residenciales "Amarath" de el Melik-Barkhudaryans (1783)
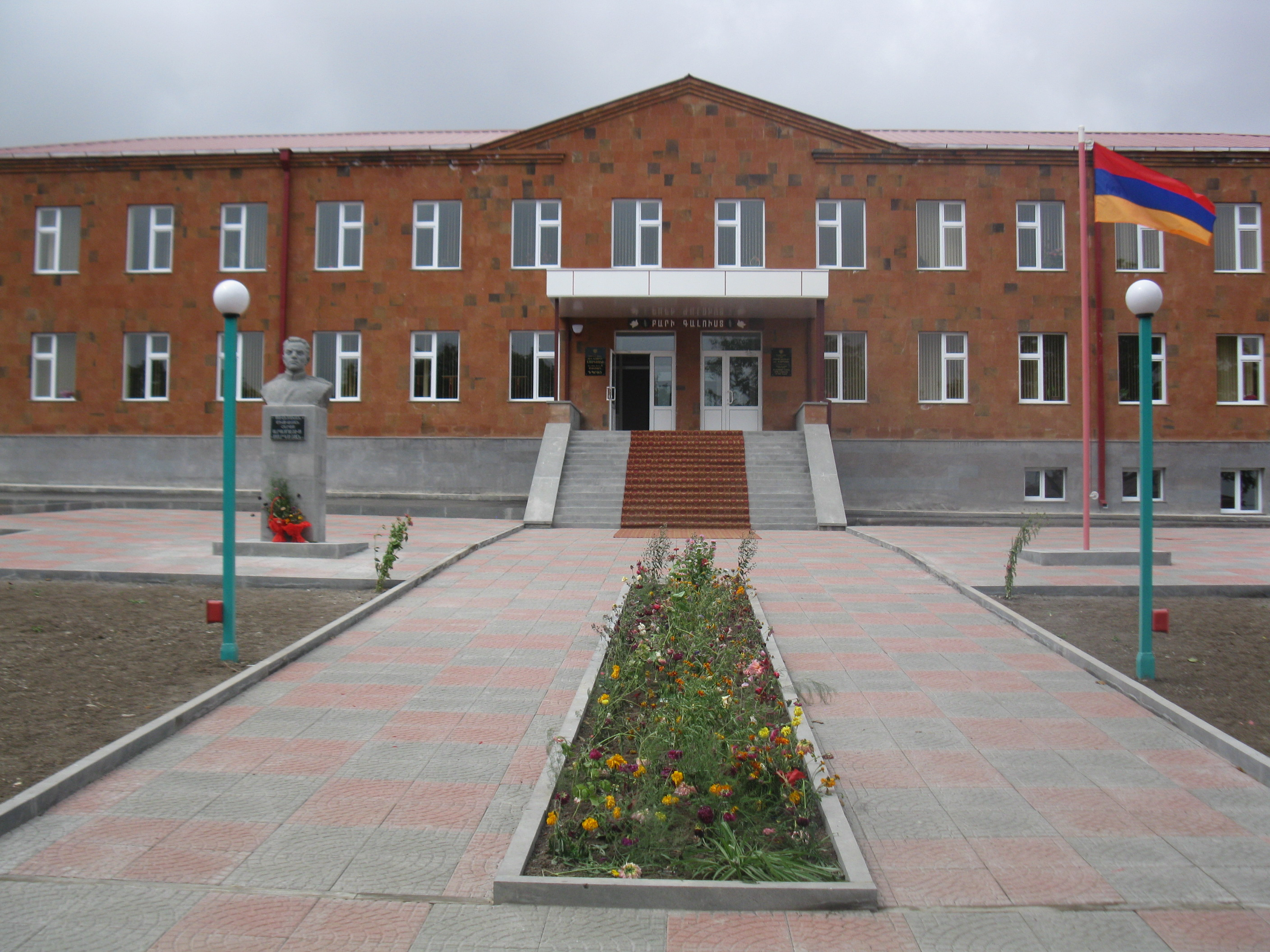
Escuela en Tegh
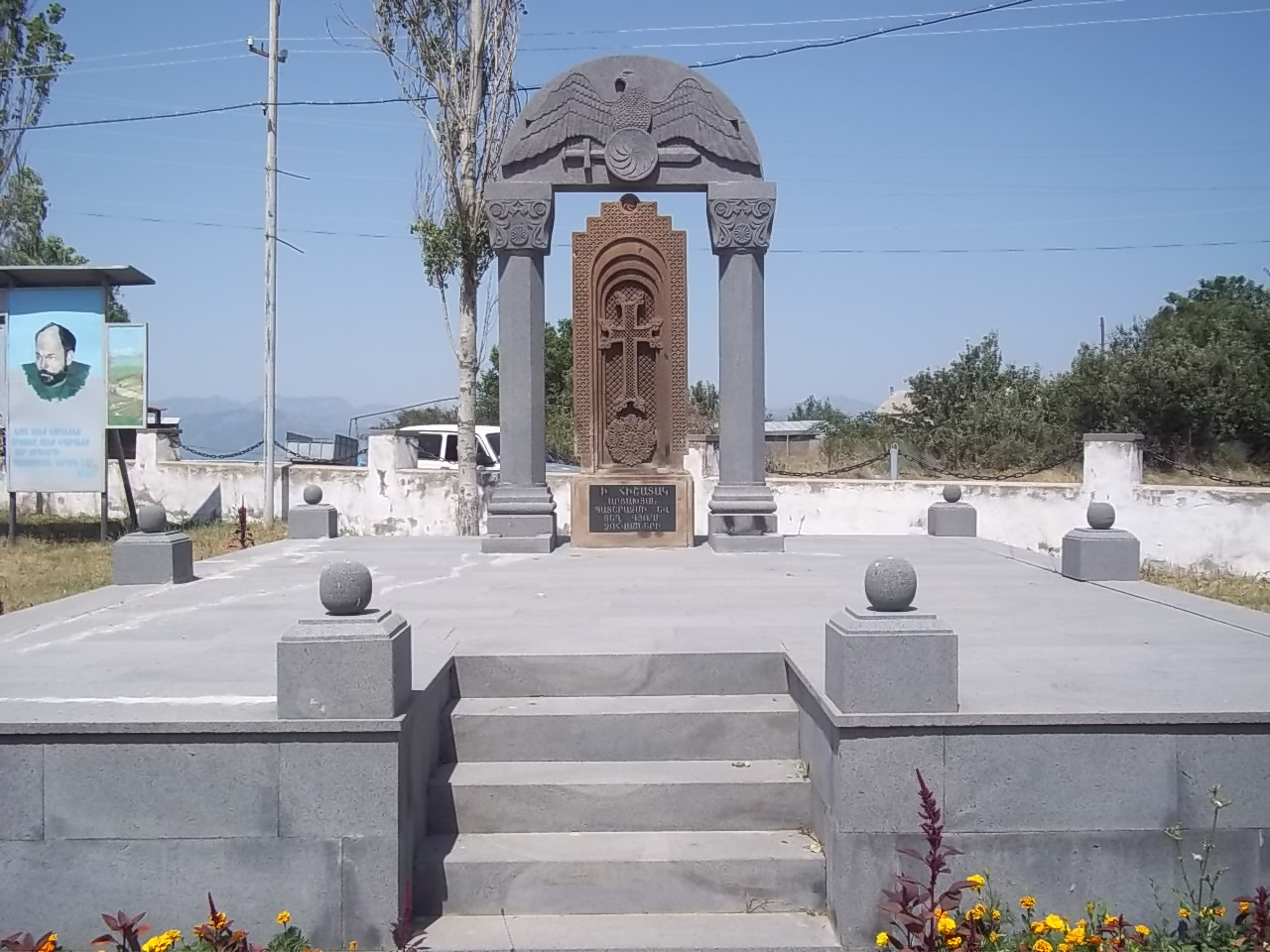
Monumento de Khachkar en memoria de las victimas de la Primera Guerra de Nagorno-Karabaj
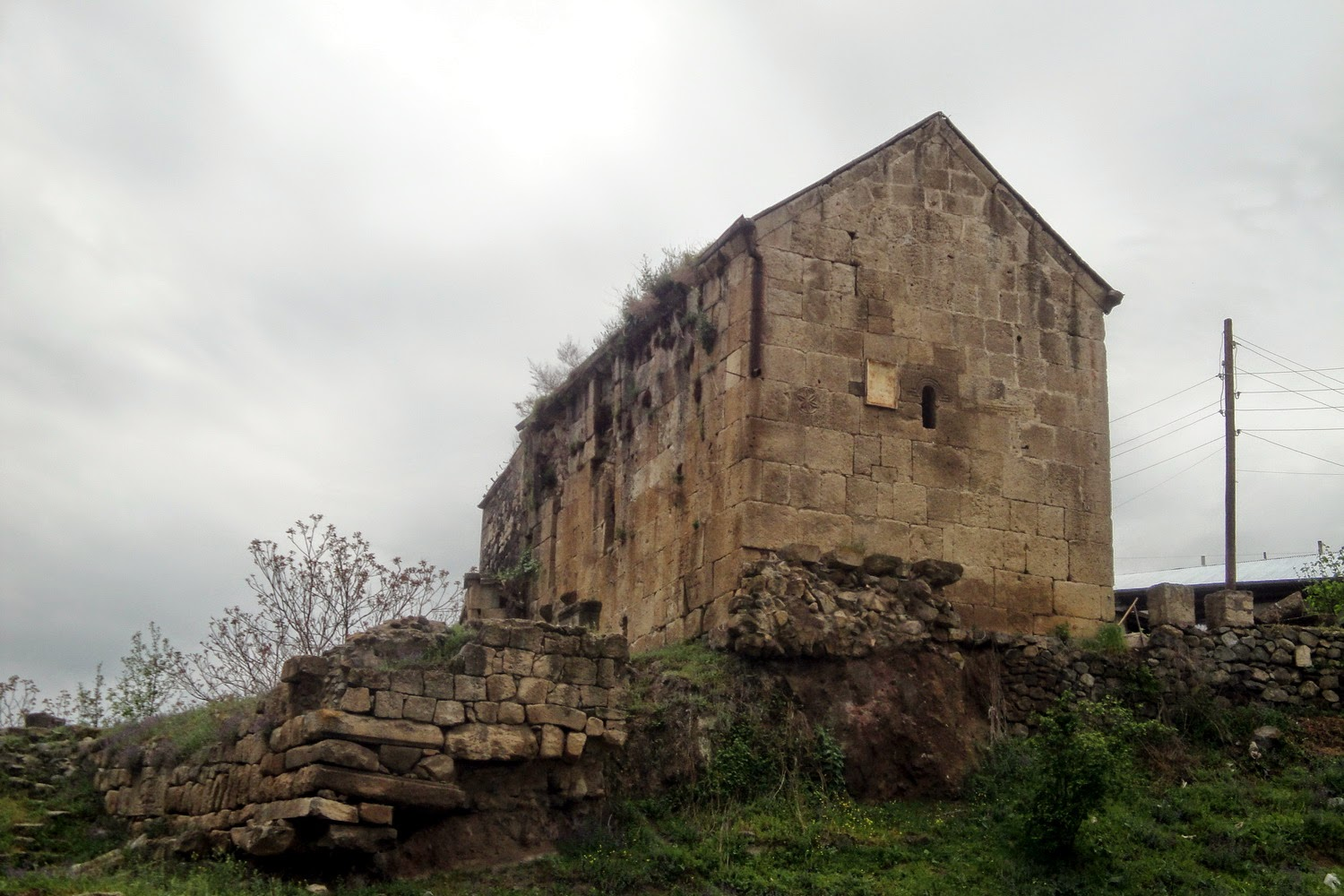
Iglesia de San Jorge Church en Tegh